# Museo de las Fuerzas Armadas (Noruega)
El Museo de las Fuerzas Armadas (en noruego, Forsvarsmuseet ) es el principal museo de historia militar de Noruega, ubicado en la fortaleza de Akershus en la ciudad de Oslo. El objetivo del museo es conservar y divulgar la historia militar de Noruega, a partir de la época vikinga hasta la actualidad.

## Descripción
El museo fue fundado en 1946 con la fusión de dos museos militares, el Museo de la Artillería (fundado en 1860) y el Museo del Intendencia (fundado en 1928). De esta fusión surgió el Museo del Ejército, establecido en la fortaleza de Akershus, donde originalmente se había encontrado el Museo de la Artillería. El museo era al principio sólo accesible a personal de las fuerzas armadas, hasta que en 1978 el rey Olav V lo abrió al público general, cambiando su nombre al de Museo de las Fuerzas Armadas.
El museo está ubicado en la plaza de la fortaleza, uno de los arsenales militares más antiguos, datado de 1860.
La entrada en el museo es gratuita.

### Exhibición
El museo consta de seis espacios (departamentos), divididos cronológicamente:
- La antigüedad, historia militar desde la era vikinga hasta 1814.

- 1814-1905, la historia militar a partir del tratado de Kiel y la cesión de Noruega a Suecia hasta 1905.
- 1905-1940, la historia militar desde la disolución de la unión con Suecia en 1905 hasta 1940, incluido el período que ronda la Primera Guerra Mundial.
- 1940-1945(I), historia militar con enfoque en batallas terrestres de la Segunda Guerra Mundial.
- 1940-1945(II), historia militar con enfoque en batallas navales de la Segunda Guerra Mundial.
- Tras la guerra, historia militar desde la posguerra hasta la actualidad, incluido el período de la guerra fría.

## Galería

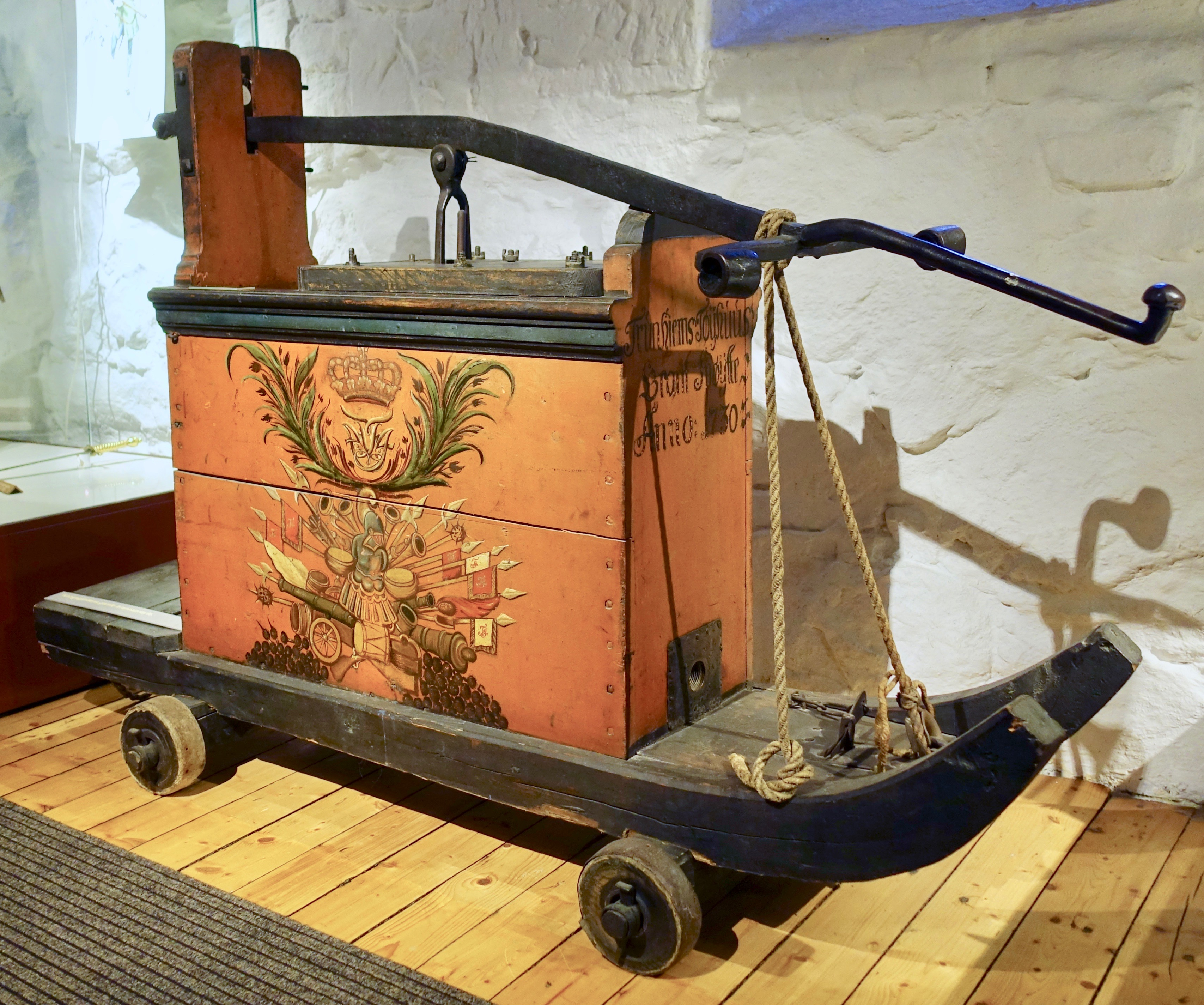
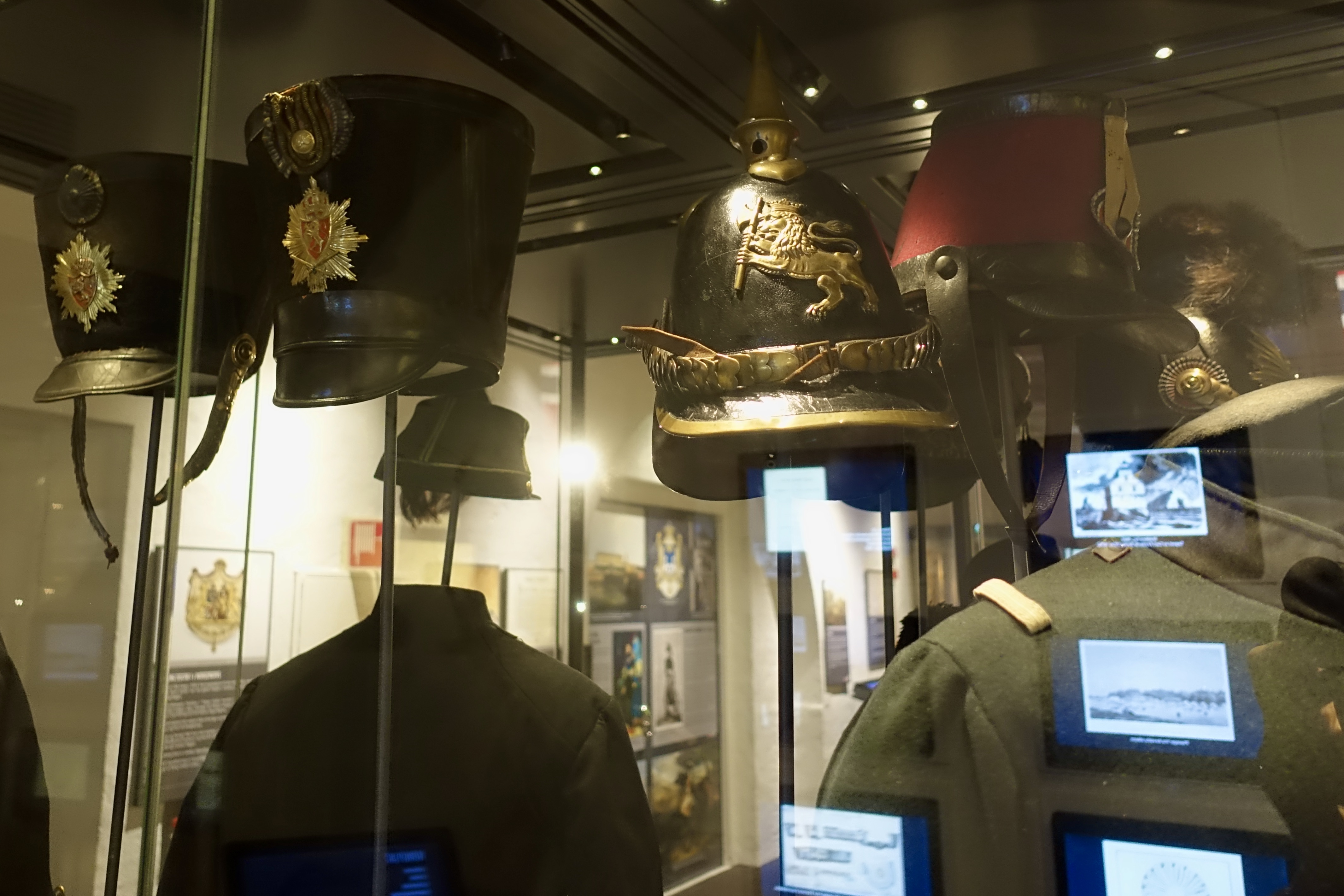
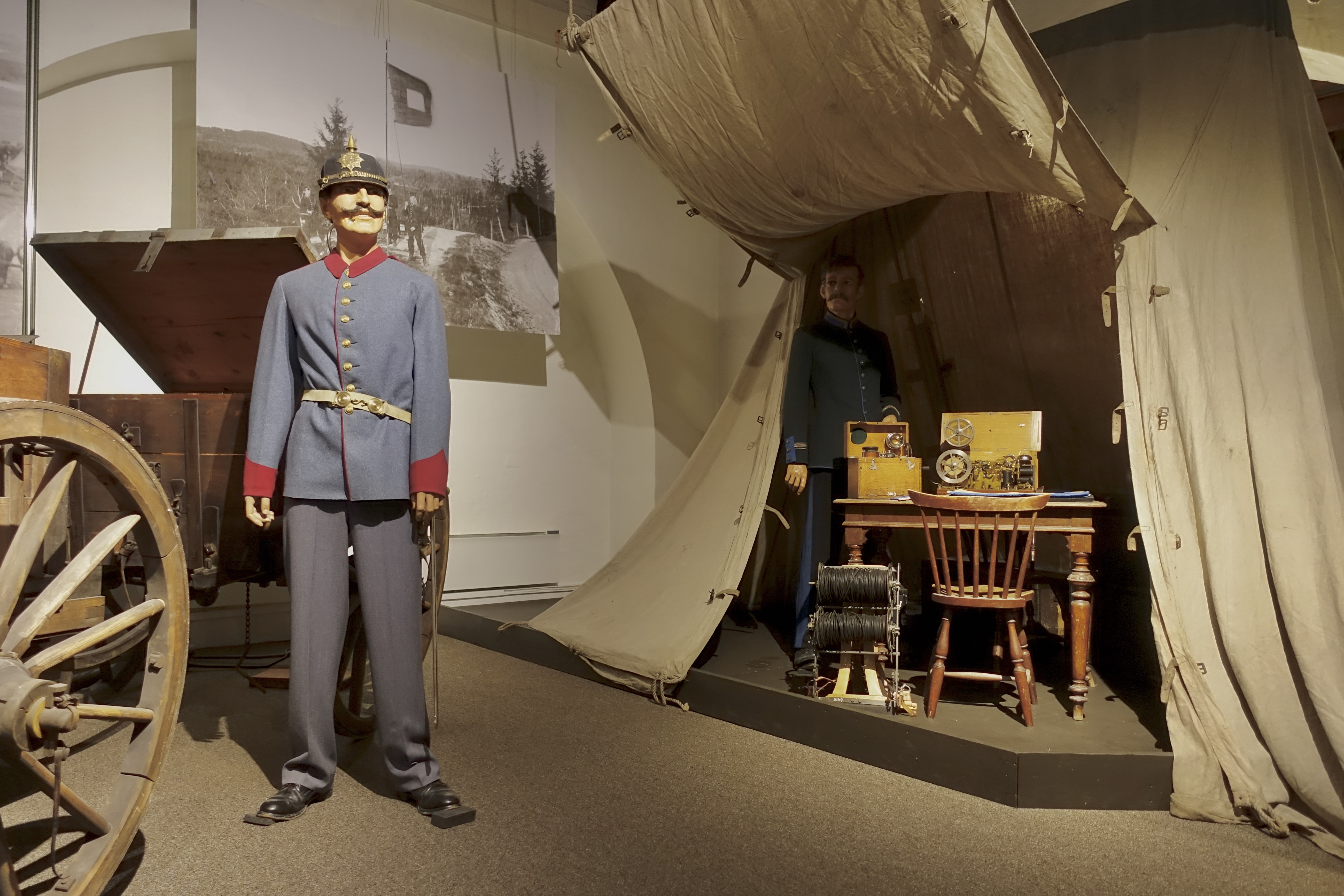
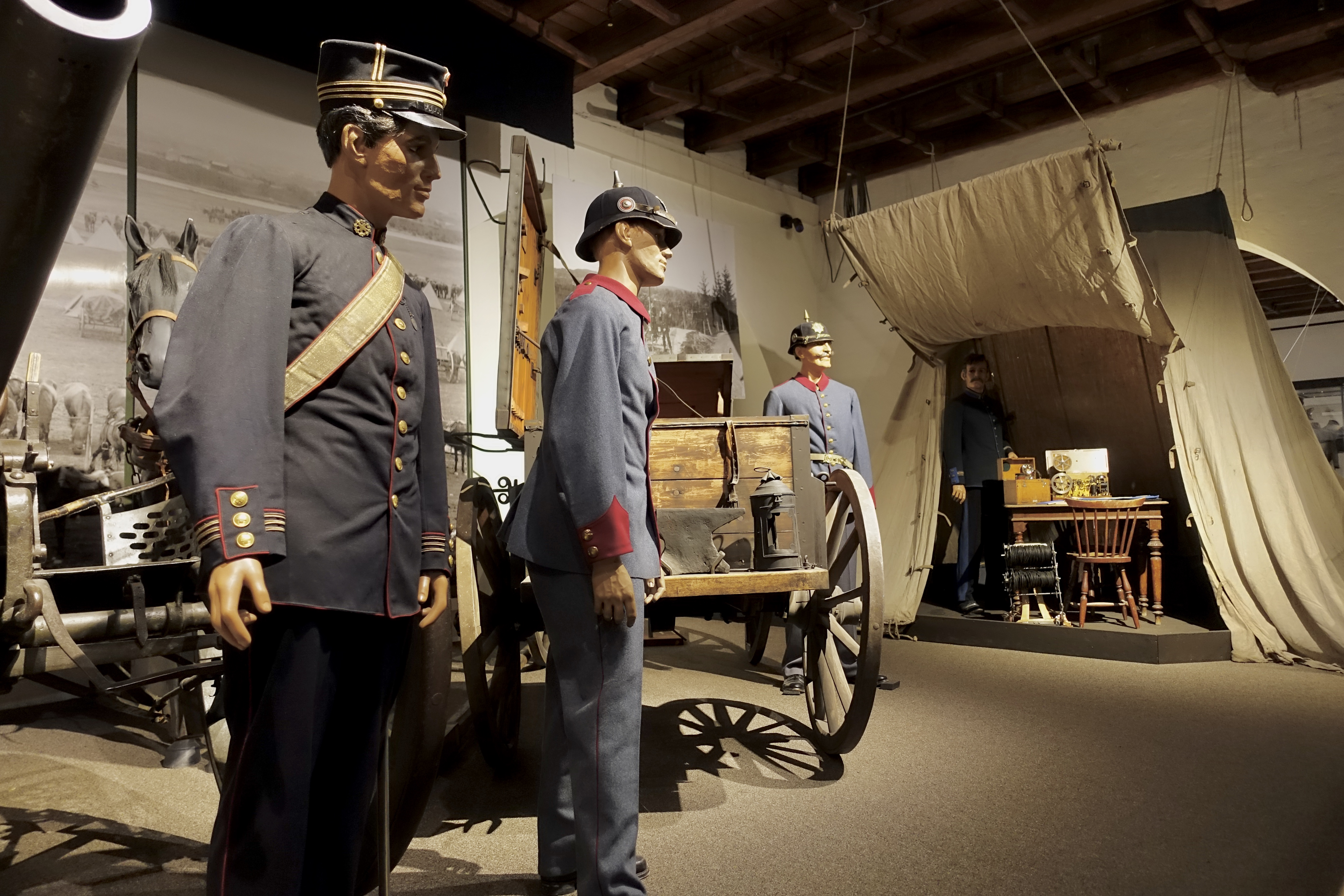
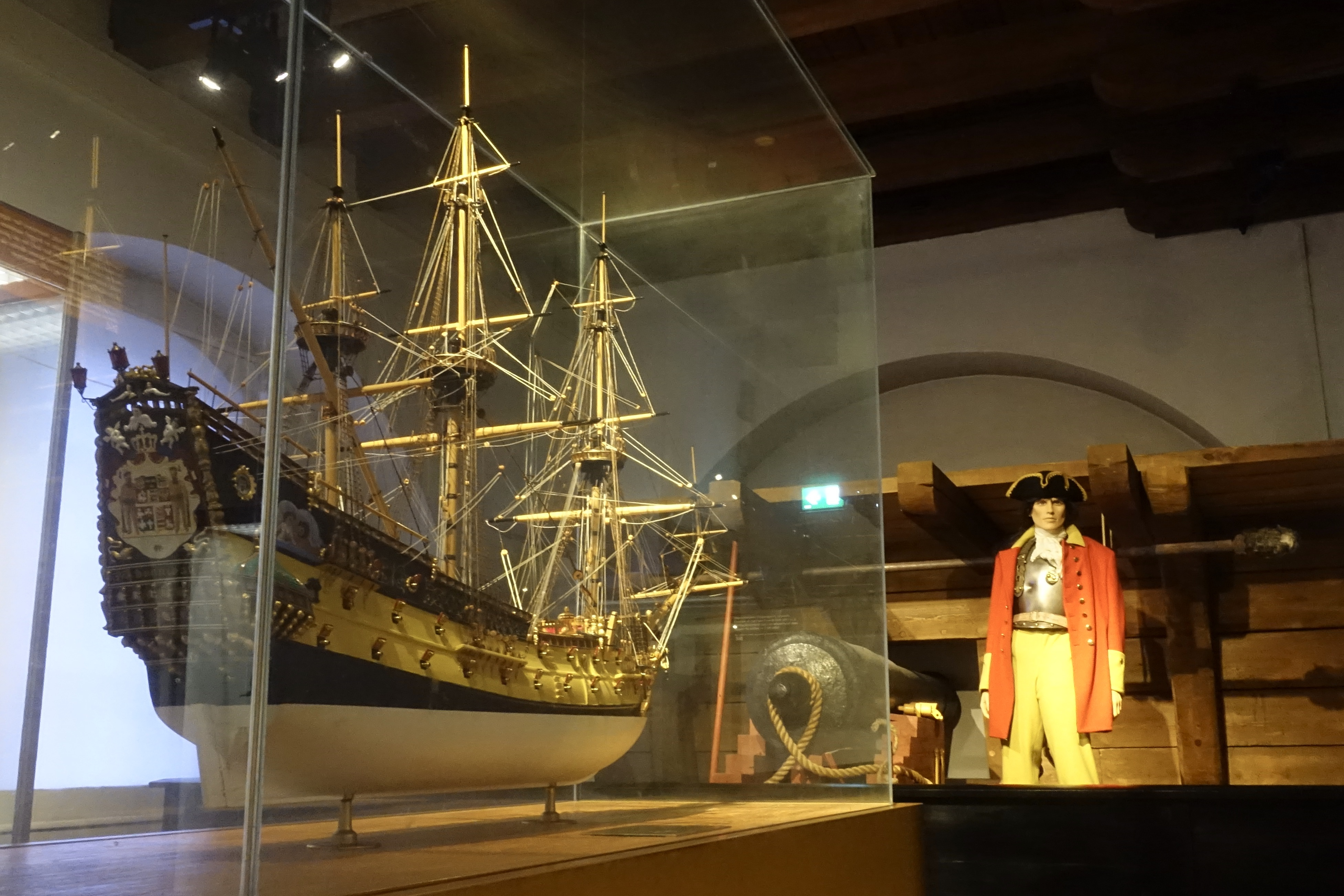
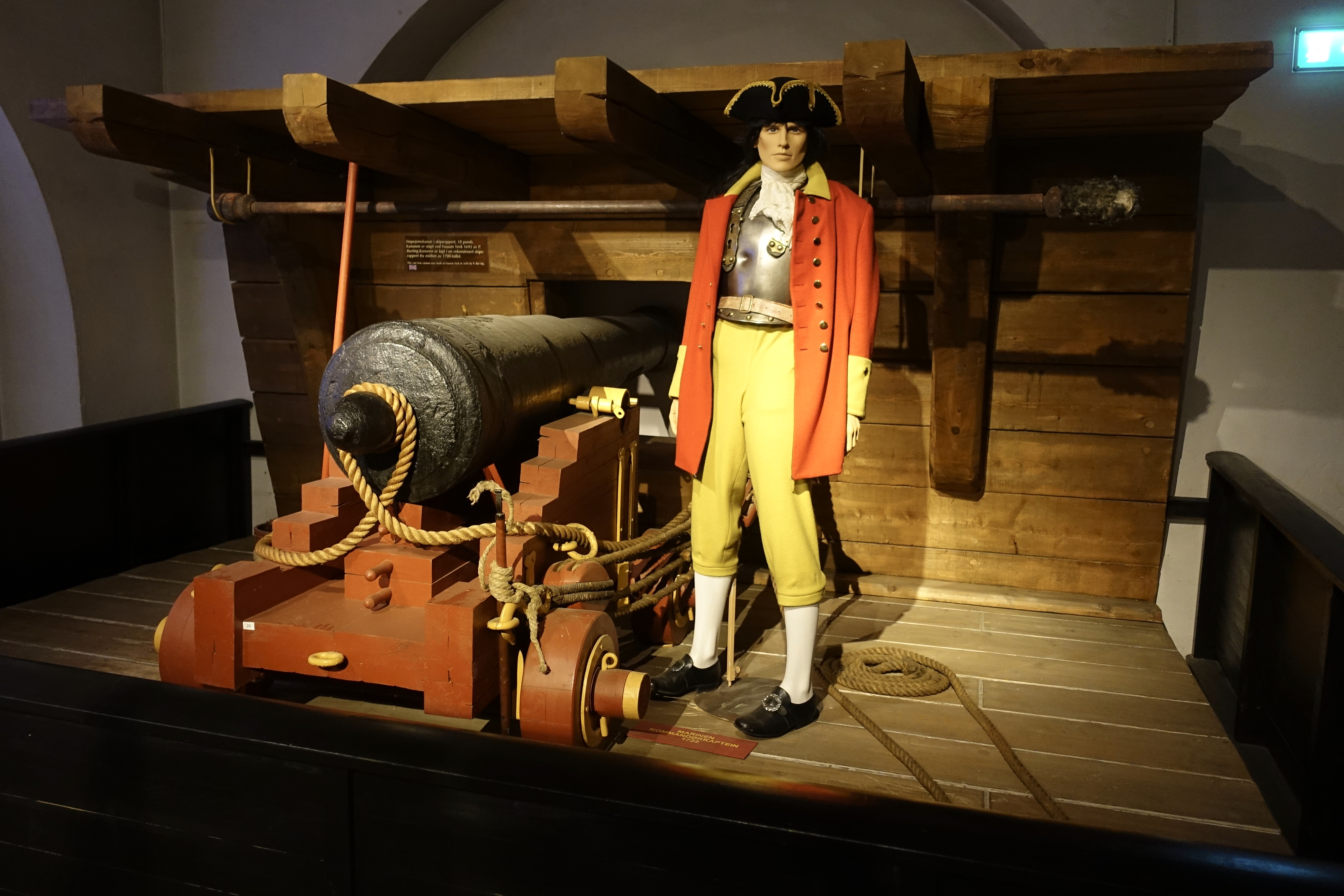
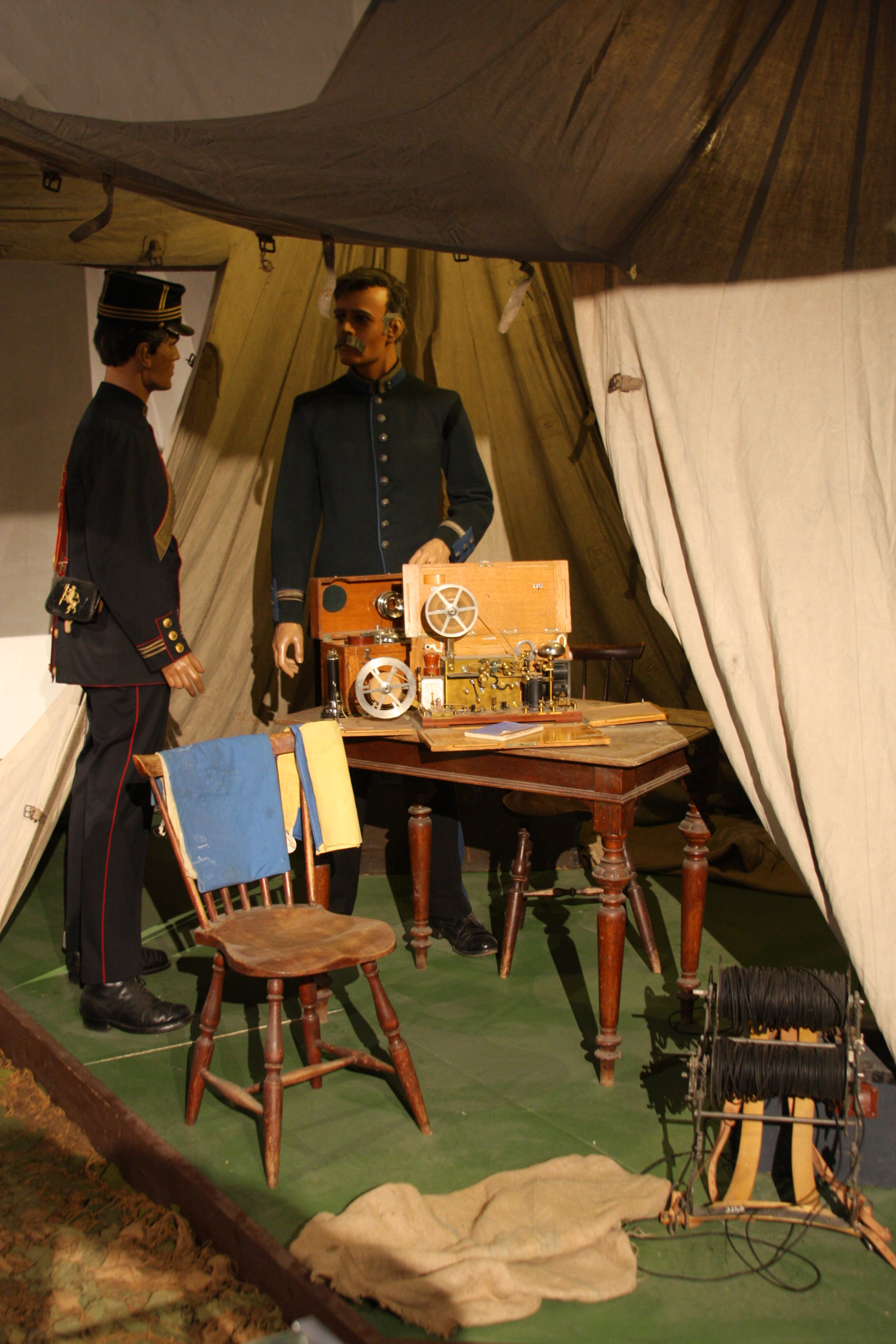
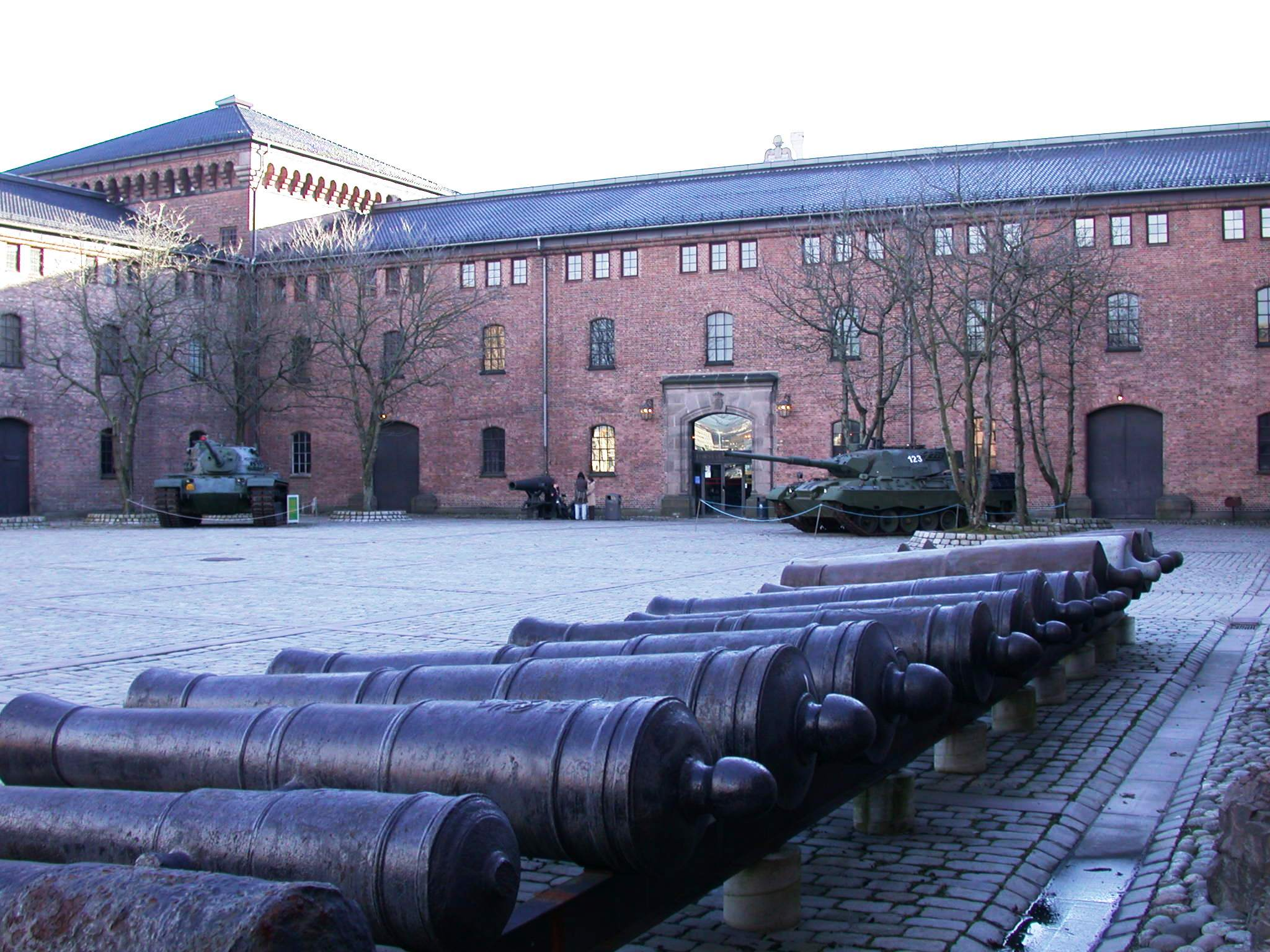
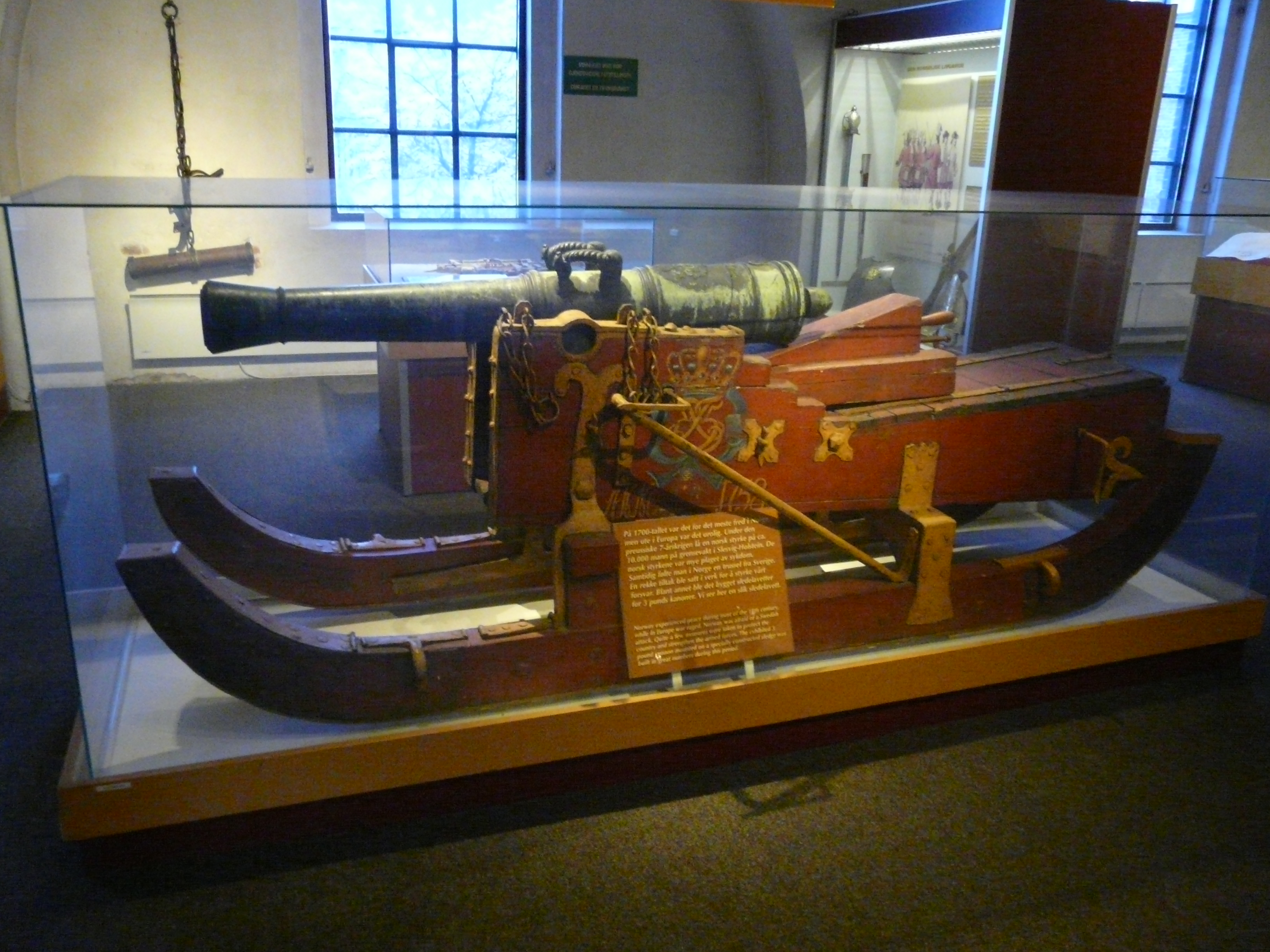
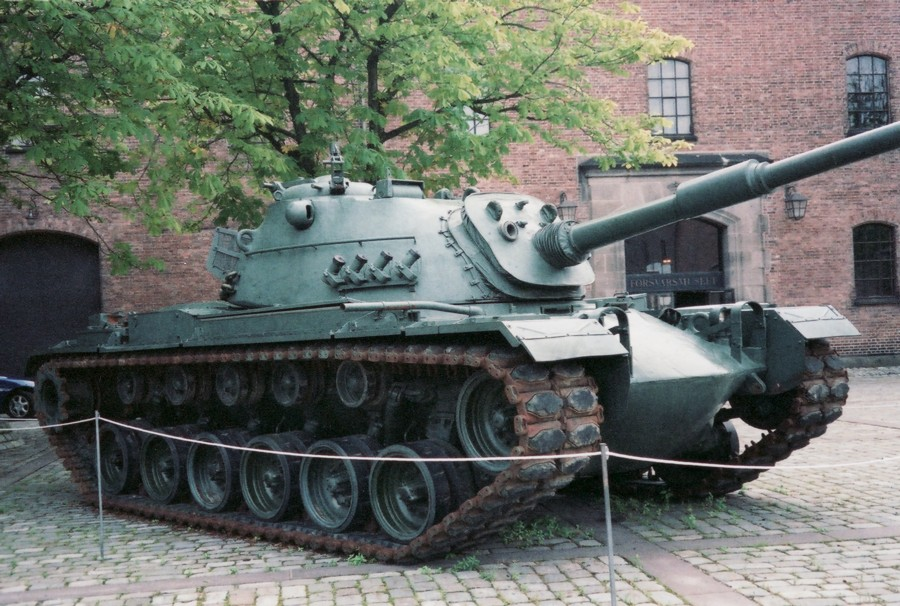
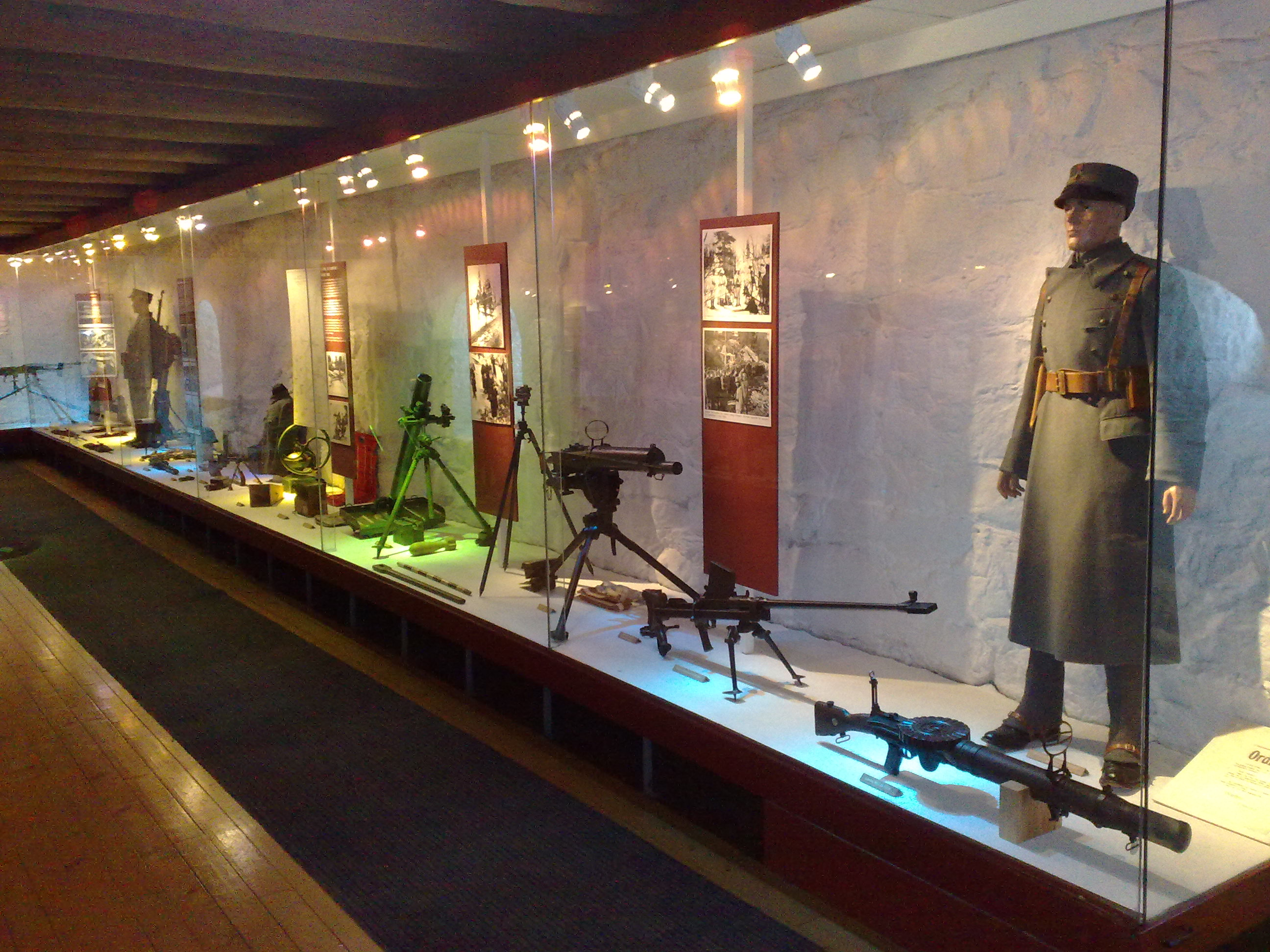
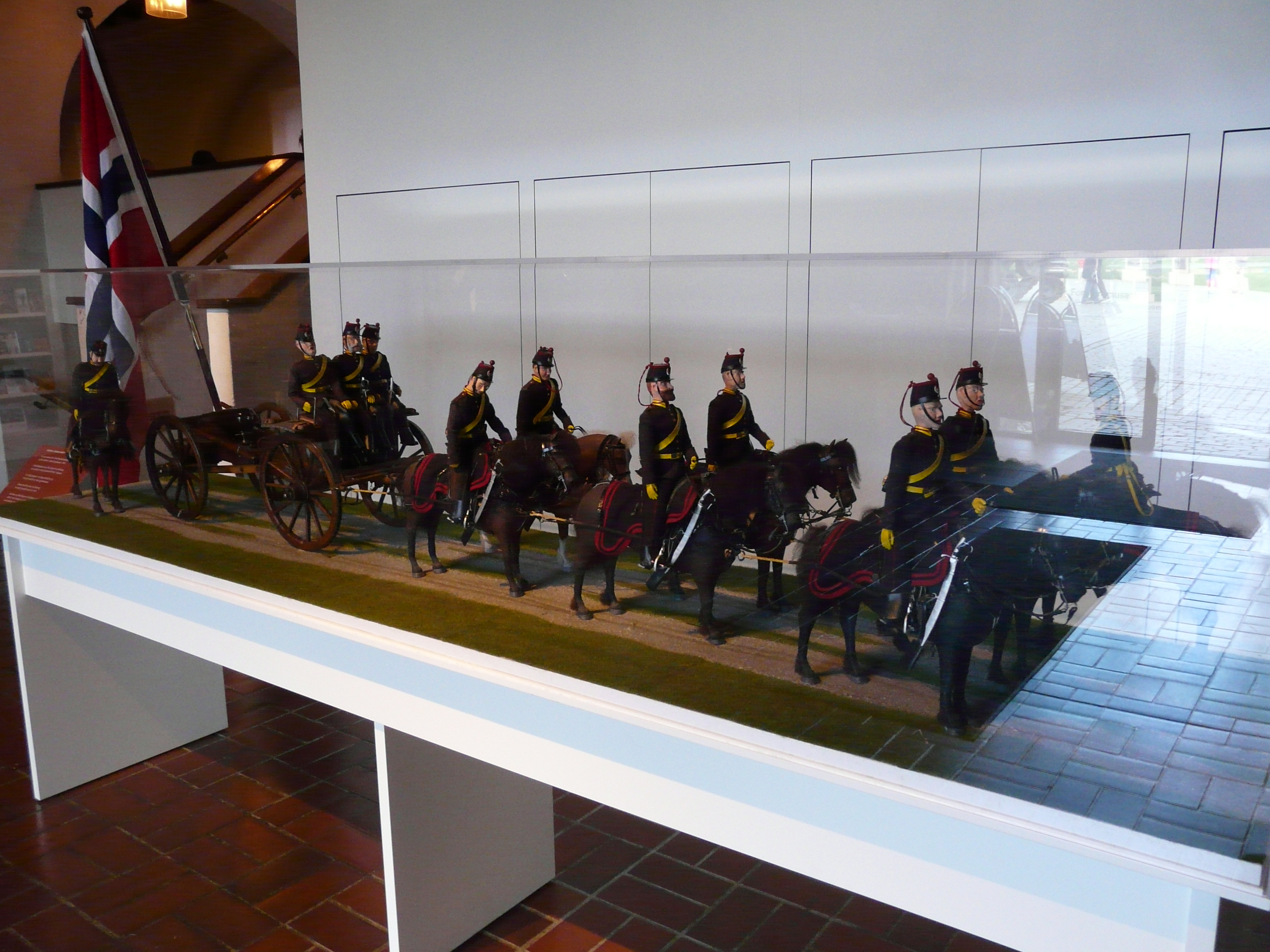
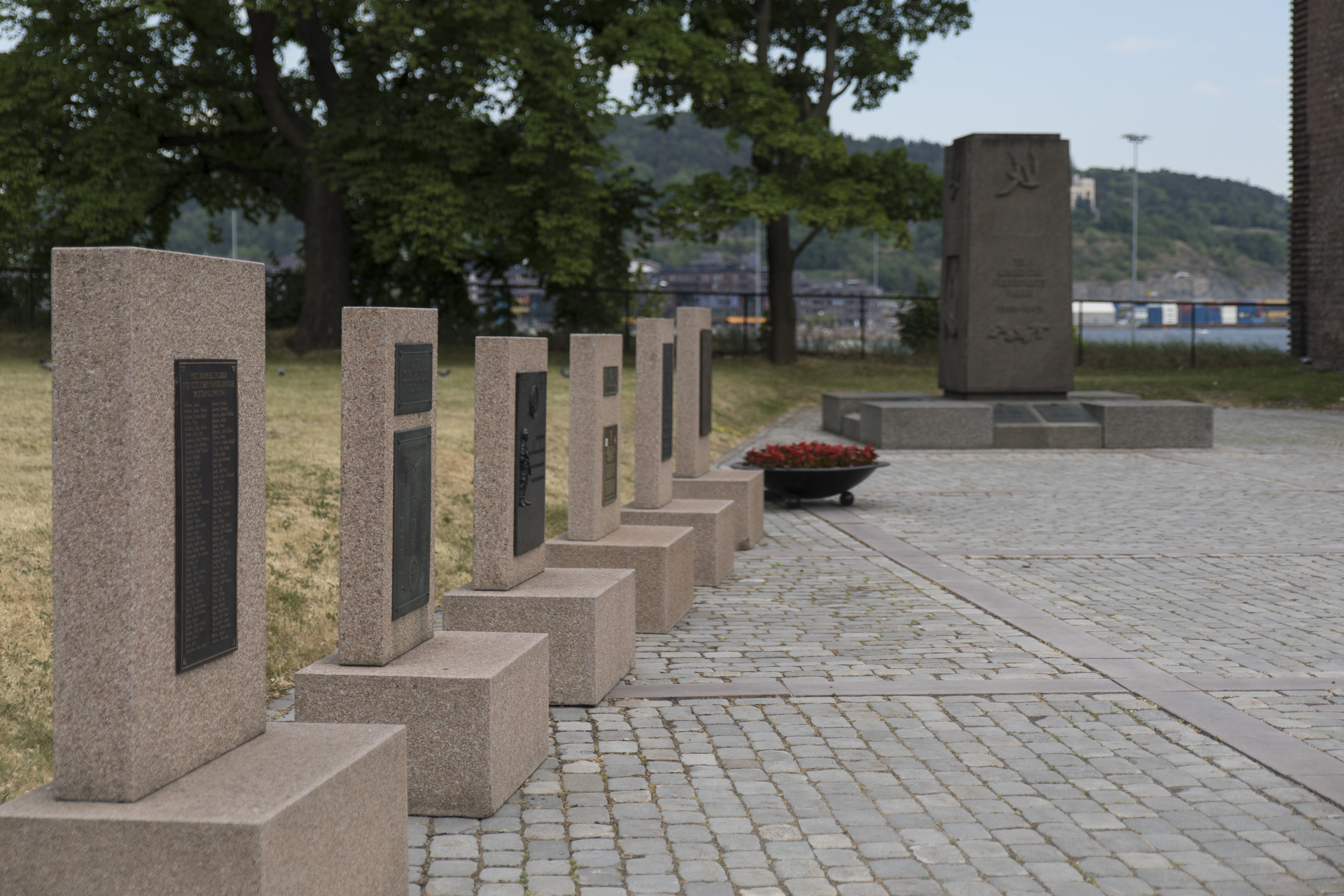